# Albin Jasiński
Albin Marian Jasiński (ur. 1 marca 1880 w Sandomierzu, zm. kwiecień 1940 w Mińsku Białoruskim) – generał brygady Wojska Polskiego, kawaler Orderu Virtuti Militari.

## Życiorys
Urodził się w rodzinie Marcina, urzędnika, i Katarzyny z Gołębiowskich. Przez cztery lata uczęszczał do gimnazjum w Sandomierzu. We wrześniu 1898 zgłosił się ochotniczo do armii rosyjskiej. Został przydzielony do Mohylewskiego 26. pp w Radomiu, a w 1899 do Szkoły Junkrów w Odessie, którą ukończył 12 sierpnia 1901, uzyskując stopień chorążego. Służył  w  Praskim 58. pp w Mikołajowie, w którym awansował 29 marca 1902 na stopień podporucznika. W latach 1904–1905 uczestniczył w wojnie rosyjsko-japońskiej. W marcu 1906 został awansowany na stopień porucznika, a w 1910 na stopień sztabskapitana. W 1911 został przeniesiony do wojsk pogranicznych w Zaamurskim Okręgu Wojskowym - do 4.  Zaamurskiego Pogranicznego pp, stacjonującego w Harbinie w Mandżurii. W marcu 1914 otrzymał awans na stopień kapitana. Podczas I wojny światowej był dowódcą batalionu i pułku piechoty na froncie niemieckim, dwukrotnie ranny. W 1915 otrzymał stopień podpułkownika, a 7 sierpnia 1917 – pułkownika. Po rewolucji 1917 działał w Związku Wojskowych Polaków, potem od grudnia 1917 do czerwca 1918 był dowódcą 9 pułku strzelców polskich w i I Korpusie Polskim na Wschodzie (w Rosji). Po rozbrojeniu pułku przez Niemców (21 maja 1918) – jako zdemobilizowany oficer przybył do Warszawy. Reskryptem Rady Regencyjnej z 31 października 1918 został przydzielony do podległego jej Wojska Polskiego z zatwierdzeniem posiadanego stopnia, a 4 listopad 1918 powołany na dowódcę VIII Okręgu Wojskowego i czasowo dowódca Okręgu Generalnego „Łódź”. Zweryfikowany w stopniu pułkownika z 1 czerwca 1919. 2 czerwca 1919 został pomocnikiem dowódcy, a 25 czerwca dowódcą 2 Dywizji Strzelców Wielkopolskich (później przemianowanej na 15 Wielkopolską Dywizję Piechoty). 2 czerwca 1920 zwolniony ze stanowiska dowódcy dywizji, a dwa dni później przeniesiony do Stacji Zbornej dla Oficerów w Warszawie. Sierpień 1920 – luty 1925 dowódca 11 Dywizji Piechoty. Generał brygady z 15 sierpnia 1924. Luty 1925 – maj 1929 dowódca 25 Dywizji Piechoty.
Od 31 maja 1929 w stanie spoczynku. Otrzymał 18-hektarowe gospodarstwo rolne w osadzie wojskowej Zarębkowicze (powiat baranowicki), które prowadził z żoną Marią z Moraczewskich oraz  córką  Katarzyną (ur. 1912).
Po agresji sowieckiej udał się do Drohiczyna i zorganizował tam Straż Obywatelską w celu ochrony ludności przed bezprawiem. Aresztowany natychmiast po wkroczeniu Armii Czerwonej. W kwietniu 1940 przewieziony do więzienia NKWD w Mińsku Białoruskim, gdzie został zamordowany.

## Ordery i odznaczenia
- Krzyż Srebrny Orderu Wojskowego Virtuti Militari nr 4679 (1922)[3]
- Krzyż Komandorski Orderu Odrodzenia Polski (7 listopada 1925)[4]
- Krzyż Walecznych (dwukrotnie)